# Арка мира (парк)
Эта статья — о парке. О монументе в этом парке см. Арка мира.
Парк «Арка мира» (англ. Peace Arch Park) — парк на границе Канады и США. Административно разделён между округом Уотком (штат Вашингтон, США) и провинцией Британская Колумбия (Канада).

## Описание
Парк состоит из двух частей. Американская имеет площадь 20 акров (0,08 км²) и известна под названием Исторический парк штата «Арка мира» (англ. Peace Arch Historical State Park), канадская часть имеет площадь 22 акра (0,09 км²) и носит название Провинциальный парк «Арка мира» (англ. Peace Arch Provincial Park).
Парк расположен на берегу залива Семиамоу. Главная достопримечательность, как явствует из названия, — Арка мира — монумент высотой 20,5 метров, воздвигнутый в 1921 году. На территории парка расположен межгосударственный пункт пропуска Peace Arch Border Crossing, где с американской стороны подходит автомагистраль I-5, а с канадской — Шоссе 99. В парке разбиты пышные сады, есть множество лужаек, из парка открывается хороший вид на поселение Пойнт-Робертс — эксклав США; на остров Ванкувер. Много цветов: рододендроны, азалии, георгины, чайно-гибридные розы. Каждый июнь парк становится местом проведения Международного фестиваля искусств и музыки. Протяжённость пешеходных дорожек парка составляет 966 метров.
Посетители могут свободно перемещаться по парку, невзирая на государственную границу, проходящую по его центру, однако выход за пределы парка на территорию соседнего государства без соответствующих таможенных процедур запрещён.

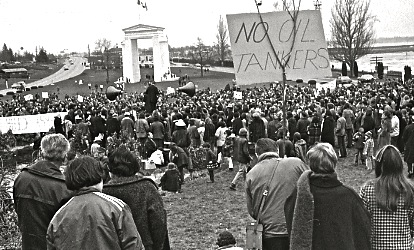
Демонстрация против нефтяных танкеров. Канадская сторона парка, ноябрь 1970.
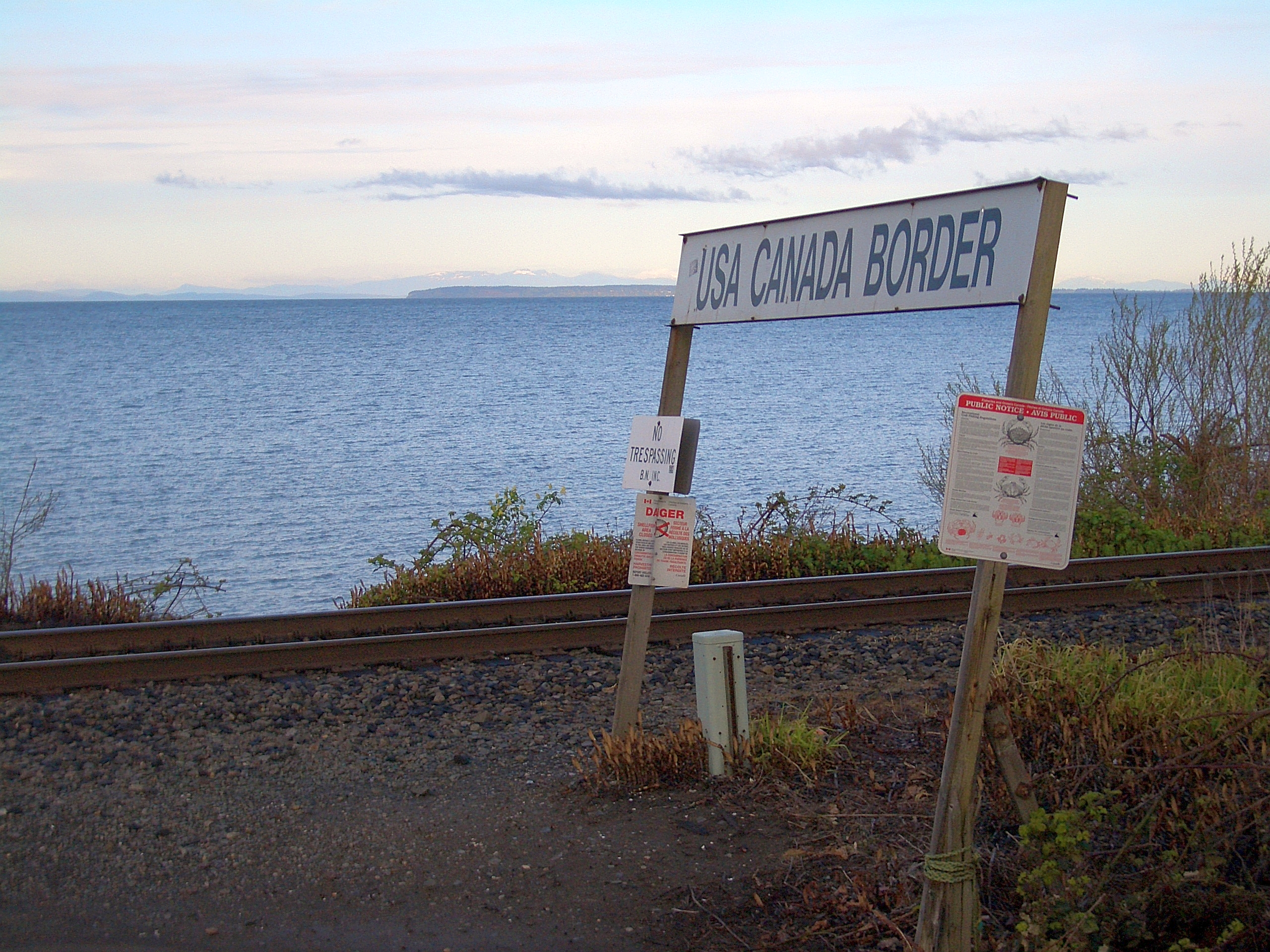
Граница Канады и США
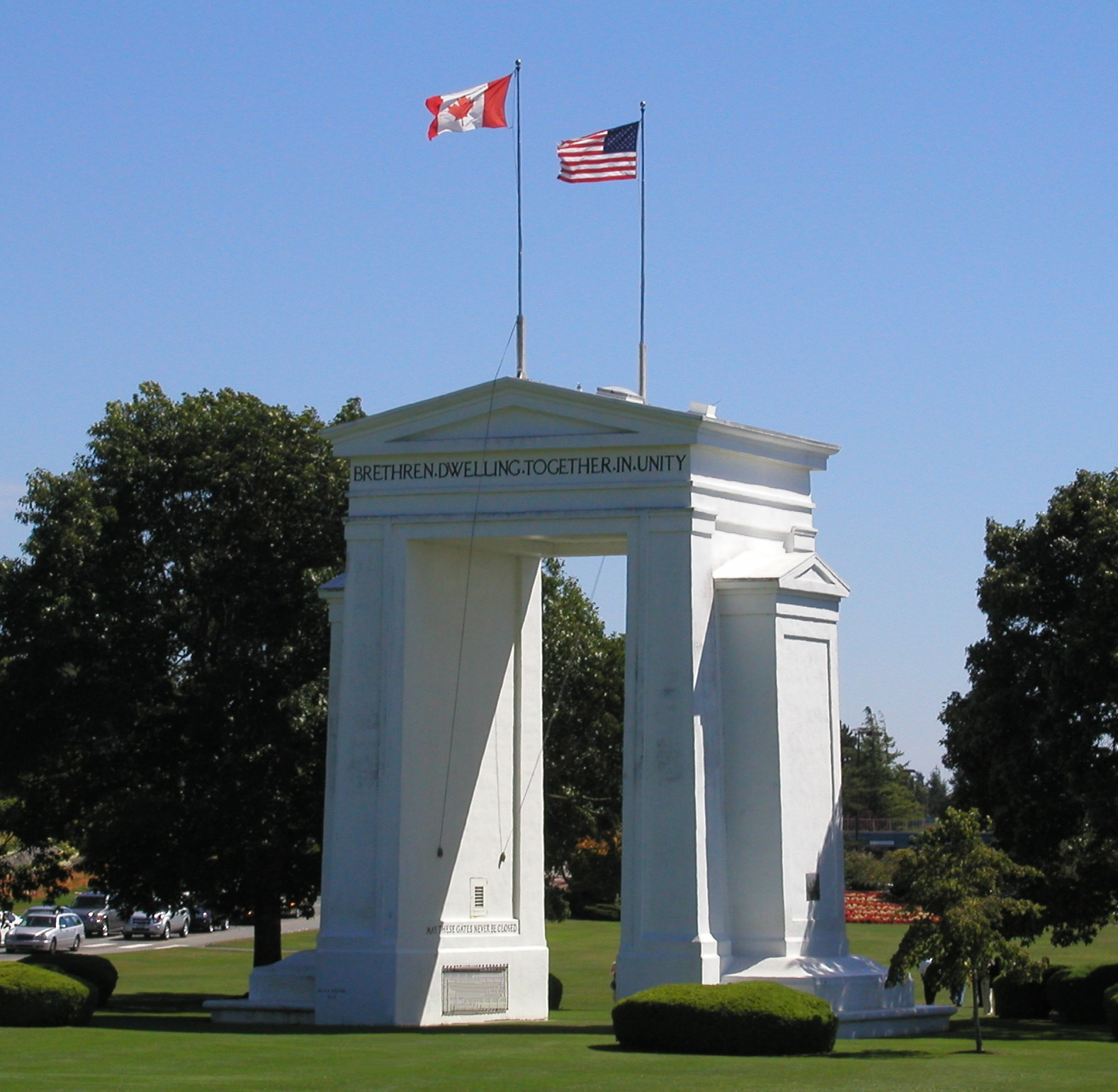
Арка мира[англ.]
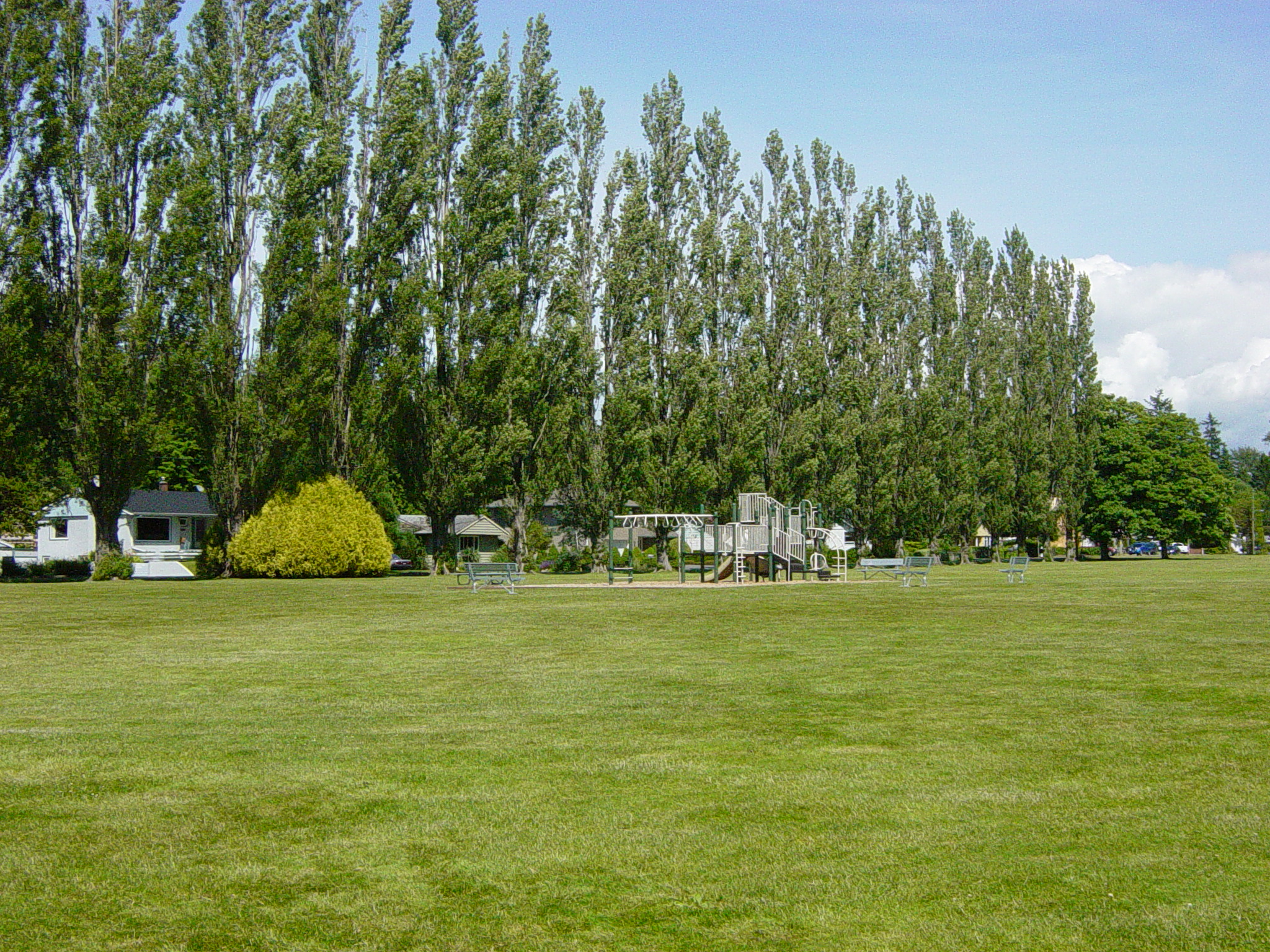
Детская площадка